# Појеница (Дамбовица)
Појеница (рум. Poienița) насеље је у Румунији у округу Дамбовица у општини Појана. Oпштина се налази на надморској висини од 131 m.

## Становништво
Према подацима из 2002. године у насељу је живело 296 становника, од којих су сви румунске националности.